# No Nut November
noviembre sin nueces, a menudo abreviado como NNN, es un reto anual en internet de abstinencia sexual durante el mes de noviembre. Se originó en 2011 y creció en popularidad en las redes sociales durante y después de 2017.

## Historia
Aunque en un principio No Nut November pretendía ser satírico, algunos participantes afirman que abstenerse de eyacular y no ver pornografía tiene beneficios para la salud. En 2011 se publicó una entrada en el Urban Dictionary para No Nut November y, en 2017, el movimiento empezó a ganar popularidad en las redes sociales. Se asocia con la comunidad NoFap en Reddit, que anima a sus miembros a no masturbarse. La comunidad de Reddit /r/NoNutNovember creció de 16 500 suscriptores en noviembre de 2018 a 52. 000 suscriptores en noviembre de 2019. En España el reto empezó a ganar popularidad en la comunidad de ForoCoches y el blog de Masculinidad.com.
Después de que algunas figuras públicas, incluido Paul Joseph Watson, promovieran la campaña, E. J. Dickson de la revista Rolling Stone sugirió que la extrema derecha se había apropiado del movimiento. Vice Media criticó el desafío en 2018 después de que sus seguidores enviaran amenazas a XHamster en Twitter, diciendo de manera similar que había sido asumido por personalidades de extrema derecha.

## Destroy Dick December
Destroy Dick December es un reto de internet que sigue a No Nut November y que sirve de contrapunto, animando a los participantes a tomar parte en actividades sexuales como el coito y la masturbación, tras haberse abstenido de ellas durante el mes anterior. Cada día, los participantes en el reto eyaculan un número de veces igual al lugar que ocupa el día en el mes, empezando con una el primero de diciembre y terminando con treinta y una el último día. En total, 496 en diciembre.